# Saint-Girons (Ariège)
Saint-Girons (gascon : Sent Gironç) é uma comuna francesa, localizada no departamento de Ariège na região de  Occitânia.

## Tour de France

### Chegadas
- 2009 :  Luis León Sánchez